# Octobre (film, 2006)
Pour plus de détails, voir Fiche technique et Distribution.
Octobre est un film français réalisé par Pierre Léon et sorti en 2006.

## Synopsis
Benoît, Charles et Jérôme se rencontrent dans le train qui les conduit de Bruxelles à Moscou. Au terme du voyage, ils décident de se revoir. Quelque temps après, ils se retrouvent dans un vieil hôtel moscovite.

## Fiche technique
- Titre : Octobre
- Réalisation : Pierre Léon
- Scénario : Pierre Léon
- Photographie : Sébastien Buchmann
- Montage : Martial Salomon
- Production : Spy Films
- Pays de production :  France
- Durée : 78 minutes
- Date de sortie : 25 octobre 2006

## Distribution
- Pierre Léon : Benoît
- Sébastien Buchmann : Jérôme
- Julie Desprairies : Héloïse
- Naoum Kleiman : Naoum
- Renaud Legrand : Benjamin
- Vladimir Léon : Charles
- Circé Lethem : Circé

## Sélection
- 2006 : Sélection Play Forward au Festival de Locarno[1]